# Campyloneurus cilles
Campyloneurus cilles är en stekelart som först beskrevs av Cameron 1904.  Campyloneurus cilles ingår i släktet Campyloneurus och familjen bracksteklar. Inga underarter finns listade.